# بدرية سليمان يسرية

## بدرية سليمان يسرية محمد الحسن

### السيرة الذاتيه
بدرية سليمان أو المستشارة الحديدية في السودان. هي أحد مهندسي انقلاب ما يعرف بـالثلاثين من يونيو و الذي جاء بحكومة الإنقاذ الوطني السودانية بزعامة العقيد عمر البشير إلى سدة الحكم. و التي حكمت البلاد منذ ذلك التاريخ عام 1989جعفر النميري
ولدت بدرية سليمان عباس في مدينة أم درمان «العاصمة التاريخية للسودان». حازت على دبلوم وماجستير في القانون الدولي من جامعة لندن. و عملت في ديوان النائب العام كمستشارة قانونية، وهي أستاذة في القانون الدستوري وممن ساهم في وضع وصياغة ما عرف وسط السياسيين في السودان بقوانين سبتمبر أو قوانين العدالة الناجزة في عهد الرئيس الأسبق

### مسيرته العملية
اشغلت موقعاً قيادياً في حزب المؤتمر الوطني«أمينة الأمانة العدلية «. و ساهمت في صياغة معظم دساتير وقوانين السودان الحديث بدءاً من قانون سبتمبر الذي أقرَه الرئيس الأسبق جعفر محمد نميري بعد مصالحته الشهيرة مع الإسلاميين. مروراً بمعظم القوانين والدساتير التي تم إقرارها إبان حكم الرئيس السابق عمر البشير.
في عهد الإنقاذ عُرفت بدرية سليمان كمستشارة للرئيس السوداني عمر البشير للشؤون القانونية وهي أول امرأة سودانية تصل لهذا المنصب الرفيع والذي يوازي درجة مساعد رئيس جمهورية وهي درجة أعلى من درجة الوزير. كما تعد عضواً في المكتب القيادي للمؤتمر الوطني وهي بذلك أحد النساء الــ (25%) المكونة لمكتب قيادة المؤتمر الوطني . تذكر بدرية سليمان بأن زوجها ينتمي لحزب آخر غير حزبها وهو الحزب الاتحادي الديمقراطي. و لكن ما يجمعهما هي وزوجها حب الوطن. ترأست لجنة التشريع والعدل بالمجلس الوطني، وعملت أيضا مستشارا قانونيا للاتحاد العام للمرأة السودانية، كما لها العديد من المشاركات في العديد من المؤتمرات العلمية و البحثية.
يسرية محمد الحسن سالم من مواليد مدينة عطبرة في العام 1954 م من اب ينتمي إلى قبيلة الشايقية منطقة جريف نوري وكان يعمل مهندساً بالنقل النهري ,, تلقت تعليمها بمدرسة حلة حمد الأولية ثم درست الإعدادي والثانوي بالكلية القبطية بنات وتحصلت على دبلوم إذاعة وتلفزيون ماسبيرو جمهورية مصر العربية ولديها دراسات عديدة في مجال الإعلام (الإضافية - جامعة الخرطوم).
كانت بداياتها مع العمل الاعلامي في عام 1968م وهي في عمر صغير في برنامج الأطفال بتلفزيون السودان الذي كان ويخرجه الأستاذ محمد حسين وتعده وتقدمه الأستاذة صفية الأمين (ماما صفية) التي تعلمت على يديها بدايات فنون العمل التلفزيوني ,, في عام 1979م شاءت الظروف أن تقابل يسرية محمد الحسن الأستاذ علي شمو وكان حينها وزير الشباب والرياضة فاقترح عليها الانضمام إلى تلفزيون السودان الذي كان يديره في ذلك الوقت الأستاذ أحمد الزين صغيرون فانضمت إلى التلفزيون وكانت حينها قد أكملت دراستها في الإعلام (الإضافية- جامعة الخرطوم) واجريت لها المعاينات واجتازتها وتدربت على أيدي أساتذة أفاضل من الرعيل الأول، محمد صالح فهمي بدوي، حمدي بولاد، حمدي بدر الدين وكانت مدة التدريب سنة كاملة تم بعدها تعيينها كمذيعة .
فضلت يسرية محمد الحسن العمل بالإذاعة على التلفزيون وطلبت الانتقال إليها وتم ذلك بالفعل وبدأت العمل في الإذاعة كمذيعة ربط، وتطورت تدريجياً، وتأهلت تماماً في الإذاعة التي كان لديها أكثر من ثمان نشرات أخبار خلال اليوم .
انتقالها إلى التلفزيون جاء عبر قرار اتخذه وزير الثقافة والاعلام إسماعيل الحاج موسى وكان معها أخريات وأبلغها هذا القرار الأستاذ أبو العزائم، وقد كان قراراً ملزماً رغم اعتراضها عليه ,, كانت يسرية محمد الحسن أول مذيعة تقدم برنامجاً رياضياً في التلفزيون مع الأستاذ علي الريح ,, إضافة إلى تقديمها للبرامج الثقافية والحوارية واللقاءات والسهرات والأيام المفتوحة بجانب إذاعة الأخبار وأشهر البرامج التي قدمتها عزيزي المشاهد وجريدة المساء وسهرة مع النجوم والكثير غيرهما وفي منتصف الثمانينيات بدأت تميل إلى العمل السياسي، فعملت مع شبكة الأخبار العربية في لندن، وراديوFM - MBC الذي كان مقره في لندن وانتقل إلى دبي حالياً.
من أكثر البرامج التي تفتخر بتقديمها برنامج سجى الليل الذي كان عبارة عن سهرة منوعات تتخللها فقرات درامية تقوم بتأليفها ويقوم بتمثيلها عدد من كبار الممثلين وكان يذاع عبر إذاعة صوت الأمة ,, دفعتها في التلفزيون فتحية إبراهيم، نايلة ميرغني العمرابي، عوض إبراهيم عوض، فيصل عبد الله، لقمان محمد أحمد وليلي عوض والفاتح الصباغ وفي الإذاعة صلاح الدين التوم وفاطمة الصادق وسهام العمرابي ونائلة العمرابي ,, كما تدرب على ايديها كل من محمد الكبير الكتبي، الزبير عثمان أحمد، نجم الدين محمد أحمد، الزبير نايل، إسلام صالح، سلوى صالح النيل، انتصار مصطفى، إيناس محمد أحمد، ماجدة عوض، إيمان أحمد دفع الله وغيرهم.
خلال عملها كمراسلة لشبكة الأخبار العربية «A.N.N» من الخرطوم تهيأت لها الظروف للوصول إلى مصنع الشفاء عقب استهدافه بوقت قصير واتصلت بالتلفزيون لتوفير كاميرا ، فقد كان المشهد رهيبا ومؤثرا ورائحة الدواء تلوث المكان والرؤية غير واضحة وعشرات الأسئلة كانت تقفز في ذهنها عن ماهية ما حدث، الوسيلة، الأسباب، كانت الجهات الأمنية تطوق المكان وكانت أول من قام بإجراء مقابلة مباشرة مع رئيس الجمهورية .